# Tapirapé
El pueblo indígena Tapirapé es una tribu indígena brasileña que sobrevivió a la conquista europea y posterior colonización del país, manteniendo con pequeños cambios la mayor parte de su cultura y costumbres. Ubicados en las profundidades de la selva amazónica, tuvieron poco contacto directo con los europeos hasta alrededor de 1910 e incluso ese contacto fue esporádico hasta la década de 1950. 
Los principales informes sobre la tribu fueron escritos por los antropólogos: Herbert Baldus (1899–1970) y Charles Wagley (1913–1991), y por un grupo de las Hermanitas de Jesús, monjas misioneras que han ayudado al pueblo continuamente desde 1953. 

## Etimología
"Tapirapé" es un termino de origen tupi que significa, literalmente, "camino de tapir" (tapi'ira, tapir + apé, camino). Era el nombre por el cual los indígenas llamaban a la Vía Láctea.

## Orígenes y distribución
Wagley conjetura que el Tapirapé desciende de los Tupinambá, que poblaron parte de la costa de Brasil en 1500, ya que ambas tribus hablan el mismo idioma Tupí. A medida que los conquistadores expandieron su dominio, según la teoría, algunos tupinambá habrían huido hacia el interior, llegando finalmente a un gran segmento de bosque tropical a 11 grados de latitud al sur del ecuador, cerca de los afluentes del río Amazonas. Para 1900, había cinco aldeas Tapirapé con una población de aproximadamente 1500, que se extendían a través de un área grande entre 50 y 51 grados de longitud. 
El contacto esporádico con los brasileños blancos comenzó en 1910; trajeron herramientas de hierro y mercaderías. También trajeron consigo gérmenes: sarampión, paperas y el resfriado común. La estadounidense Elizabeth Kilgore Steen pasó la noche en Tampitawa, una de las cinco aldeas, en 1930. Regresó con una serie de ejemplos de cultura material de Tapirape que se encuentran en el Museo del Indio Americano en Washington D. C. El libro Brazilian Adventure de Peter Fleming habla sobre el contacto en 1932. Para 1939, las epidemias y algunas escaramuzas con tribus vecinas habían reducido la población a solo 187 individuos en un solo pueblo llamado Tapiitawa; en 1953 solo quedaban 51. Ese año, las Hermanitas comenzaron su misión en el Tapirapé, y el gobierno brasileño estableció un puesto del Servicio de Protección del Indio. La población comenzó a recuperarse y en 1976 había alrededor de 136 individuos.

## Sistema económico
Esta y las siguientes secciones se centran en el Tapirapé tal como fueron observadas por Wagley en 1939. La última sección menciona las observaciones de Wagley desde ese entonces. 
El Tapirapé vivió de la tala y quema horticultura, caza y pesca. Los parches de bosque se limpiaron y luego se quemaron para producir un suelo fértil que se plantó solo una o dos veces antes de limpiar otro parche. Cada casa de madera de Tapirapé, alojaba a cuatro o cinco familias relacionadas a través de enlaces maternos, con su propio jardín; sin embargo, tanto los productos agrícolas como los de caza podían compartirse entre personas de otras casas. 
Había propiedad privada individual de objetos tales como herramientas, hamacas, cestas, cadenas de cuentas, etc. Sin embargo, hubo varios mecanismos de distribución de objetos. Servicios tales como curas chamánicas, partos y otros generalmente se pagaban con regalos; también se dieron regalos para reparar ofensas y en relaciones de amistad. Además, Wagley describe una ceremonia anual de intercambio de regalos que sirvió para distribuir el exceso de riqueza entre los menos afortunados. En esta ceremonia, todos los hombres del pueblo tuvieron la oportunidad de tomar un sorbo de "mal kawi", una bebida de sabor horrible que produce náuseas fuertes. Las personas poderosas y ricas generalmente eligen no probarlo, pero a cambio tuvieron que donar regalos a los que lo hicieron. Las personas con menos riqueza usualmente tomaban el horrible sorbo para recibir regalos. 

## Organización social
Cada casa de madera familiar tenía un líder; sin embargo, estos líderes no estaban organizados en ningún tipo de consejo de aldea y no tenían un jefe de aldea. Las casas de troncos estaban ubicadas en una formación ovalada alrededor de la takana, una especie de club de hombres y hogar de las seis Sociedades de Aves, cada una de ellas con el nombre de una especie de ave. Los hombres pasaban parte del día en la takana. La membresía en una Sociedad de Aves era por linaje parental; por lo tanto, cada una de esas sociedades mezclaba personas de varias casas de madera y servía como medio para integrar a la población. Las Sociedades de Aves organizaron cacerías en grupo y a veces, expediciones en grupo para limpiar jardines. Tanto hombres como mujeres pertenecían a uno de los pocos Grupos de Fiesta que se usaban para compartir comida en la plaza del pueblo. 
Después del matrimonio, los hombres se iban a vivir con la familia de su esposa. El coito continuaba después del embarazo, a menudo por varios hombres además del marido, ya que se creía que el niño se haría más fuerte con más semen. El Tapirapé fue una de las pocas culturas fuera de las economías modernas del Primer Mundo donde los hombres adultos podían participar en relaciones homosexuales igualitarias sin que una de ellas asumiera el papel de una mujer.
Los niños disfrutaban de una gran libertad; después de convertirse en adolescentes, podían comenzar a ir a la takana. Se realizaba una ceremonia de la mayoría de edad cuando se convirtieran en adultos jóvenes. El Tapirapé ejerció una fuerte política de control de la población. Ninguna pareja podría tener más de tres hijos y no más de dos del mismo sexo. Esto fue implementado por el infanticidio inmediato de cualquier recién nacido extra. La razón que dieron para esta política fue simplemente económica: dada su tecnología y medios de subsistencia, estimaron que ningún hombre podía apoyar y cuidar adecuadamente a más de tres niños.

## Estética corporal
Ellos no usaron ropa alguna en su vida diaria; pero los hombres se avergonzaban del glande de su pene, que cubrían con un pequeño cono adosado al prepucio. Las mujeres se agachaban y se sentaban con las piernas juntas. Tanto mujeres como hombres pintaron sus cuerpos con diversos diseños según edad y género. En ceremonias y bailes especiales también usaban faldas, tobilleras y muñequeras.     

## Religión

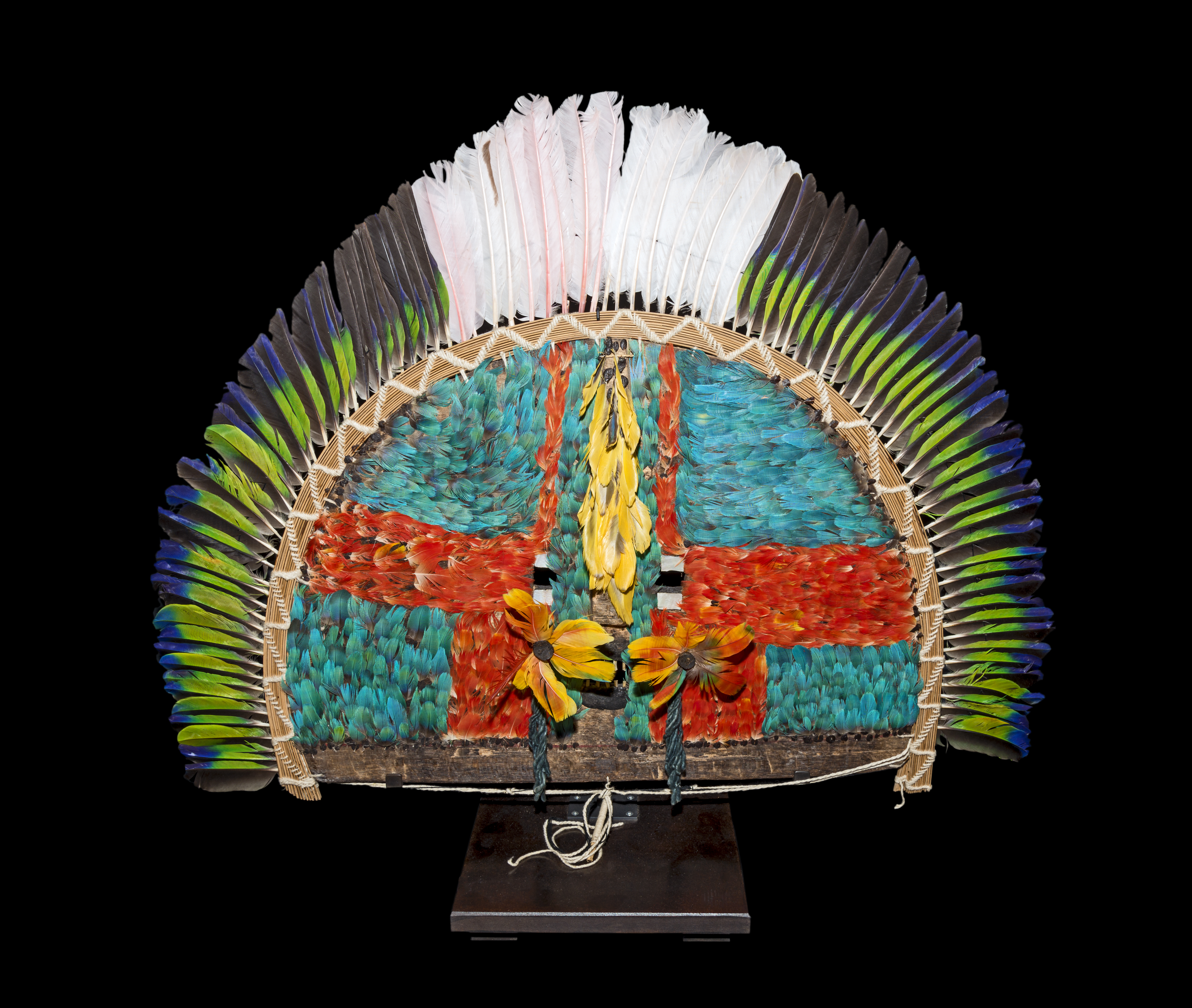
Máscara de Tapirapé

Su religión estaba basada en el chamanismo. Los chamanes podían comunicarse con una variedad de espíritus, desde amables hasta antipáticos. Se creía que los espíritus vivían en el Takana sobre una base cíclica; cada uno "pertenecía" a una sociedad de aves en particular. Cuando uno de los espíritus estuvo presente, dos miembros de la Sociedad de Aves correspondiente se hicieron pasar por un personaje y se adhirieron al espíritu con una máscara especial y otras prendas de vestir hasta que se cubrió todo el cuerpo; luego se fueron a bailar por el pueblo y recibieron buenos kawi (bebida de mandioca) de todas las casas del poblado. 
Los chamanes fueron llamados para curar enfermedades. El chamán tragaba grandes cantidades de tabaco, produciendo así una especie de estado de trance; luego arrojaba humo sobre la persona enferma mientras hacía un masaje para hacer que un espíritu malo o un objeto abandonara el cuerpo. Si varias personas relacionadas morían a causa de una enfermedad, a un chamán se le acusaría de realizar brujería y, en ocasiones, sería asesinado por los parientes de los familiares fallecidos. Los chamanes también fueron llamados para dar el espíritu a un niño que está por nacer; el chamán soñaba con el espíritu mientras estaba en estado de trance. También purificaban productos agrícolas y de caza. Los chamanes  se mudaban a la aldea de los chamanes después de la muerte. 
El Tapirapé tenía una rica mitología. Los héroes de la cultura eran anteriores chamanes muy poderosos que habían realizado servicios valiosos para la humanidad. 

## El Tapirapé de 1940 a 1970
Wagley regresó a visitar el Tapirapé en 1953, 1957 y luego en 1965. Informa sobre los cambios introducidos en la cultura tapirapé, ya que la cultura brasileña que los rodeaba los estaba invadiendo. El control de la población por el infanticidio fue una política terrible frente a las epidemias provocadas por el contacto con los conquistadores blancos. Las Hermanitas pudieron terminar esta práctica alrededor del 1954. Un chamán fue asesinado en 1964 en venganza por un asesinato similar ocurrido 20 años antes. El asesino fue llevado a la policía brasileña y pasó tres meses esperando el juicio; pero después de que el juez se enteró de la razón del asesinato y de considerar todos los aspectos culturales involucrados, decidió absolver al asesino y le ordenó que regresara a su aldea. 
En 1965, el Tapirapé se concentró en New Village, creado por el gobierno brasileño con el fin de protegerlos y a pocos kilómetros del puesto comercial más cercano; sin embargo, esto aumentó el contacto con los blancos y aumentó la influencia cultural. Las casas de madera se habían reducido de tamaño y algunas de ellas se habían convertido en casas unifamiliares construidas con mortero. La takana y las Sociedades de Aves todavía existían, aunque las actividades de la takana ahora incluían la fabricación de artefactos de la India para el comercio. Algunas mujeres comenzaron a usar faldas y blusas y los hombres comenzaron a usar pantalones cortos al menos cuando recibían visitas o intercambiaban bienes. La música brasileña, además del tapirapé, empezaba a escucharse en las fiestas y las bebidas alcohólicas lo que originaba que se emborracharan a pesar de las fuertes protestas de las Hermanitas y los oficiales de Protección. Aunque el sistema de regalos persistió, algunos hombres poseían billetes de bancos brasileños y habían comenzado a comprender el valor de estos pedazos de papel. 

 Algunos terrenos habían sido asignados para uso exclusivo del Tapirapé por el gobierno brasileño; sin embargo, las poderosas compañías de tierras ya estaban reclamando esa tierra. Wagley (en la página 125) cita de un discurso de un Tapirapé en la Primera Asamblea de Jefes Indígenas en 1974: 
... Los ranchos nos rodean... Las compañías de tierras están quitando toda nuestra tierra. ¿Por qué los blancos nos quieren pacificar?  Después, ¿qué nos va a pasar en medio de los blancos que trabajan para los blancos que quieren quitarnos nuestra tierra? ¿Significa que los indios no deben tener nada y poner fin a los indios? Los blancos llegaron y decidieron que el indio podría encontrar otro lugar para vivir. ¿Dónde debemos ir?  El indio vive en el lugar donde él sabe. Si se traslada a otro lugar en las orillas del río, en las colinas, en las tierras bajas, esto no es bueno. 